# Istituto Universitario di Studi Superiori
Das Istituto Universitario di Studi Superiori (IUSS; deutsch „Universitäres Institut für höhere Studien“; auch Scuola Universitaria Superiore, IUSS genannt) ist eine staatliche italienische Elitehochschule in Pavia. Ihr Sitz befindet sich im mittelalterlichen Palazzo del Broletto neben dem Dom.

## Zulassung und Studienangebot
Das IUSS dient der Förderung besonders begabter Studenten durch ein interdisziplinäres akademisches Zusatzangebot. Die Auswahl der Studenten erfolgt durch ein landesweites Auswahlverfahren. Die Studenten des IUSS sind auch an der Universität Pavia eingeschrieben und müssen dort einen hohen Notendurchschnitt halten, andernfalls endet das Zusatzstudium am IUSS. Das Zusatzstudium läuft parallel zum Bachelor- (laurea) oder zum Masterstudiengang (laurea magistrale). Die Studenten sind im Collegio Borromeo, im Collegio Ghislieri und weiteren vergleichbaren Einrichtungen untergebracht, die ebenfalls zusätzliche akademische und kulturelle Veranstaltungen und Einrichtungen anbieten. Es gibt einen kleinen finanziellen Zuschuss, Studien- und sonstige Gebühren entfallen.
Die Studenten sind je nach ihrem regulären Studiengang an der Universität Pavia vier akademischen Klassen des IUSS zugeordnet: Humanwissenschaften, Sozialwissenschaften, Naturwissenschaften und Technologie sowie Biomedizin, wobei immer auch Inhalte der jeweils anderen Klassen vermittelt werden. Die Veranstaltungen werden auch in englischer Sprache abgehalten. Nach erfolgreichem Abschluss der regulären Studiengänge an der Universität Pavia und des Zusatzstudiums erhalten die Studenten ein Diplom des IUSS. Darüber hinaus können am IUSS auch Weiterbildungsmaster erlangt und mindestens dreijährige Promotionsprogramme durchgeführt werden.

## Geschichte
Das IUSS wurde 1997 von der Universität Pavia, den Collegi Borromeo, Ghislieri, Novo und Santa Caterina sowie vom Ente per il diritto allo studio (EDISU) gegründet. Als Vorbild dienten die Elitehochschulen Scuola Normale Superiore und Scuola Superiore Sant’Anna in Pisa, mit denen das IUSS im Jahr 2005 rechtlich gleichgestellt wurde.